# Rejsby
Rejsby (Duits: Reisby) is een plaats in de Deense regio Zuid-Denemarken, gemeente Tønder, en telt 272 inwoners (2007).

## De ramp van 1923
Op 30 augustus 1923 waren bij een dijk in de buurt van het dorp arbeiders bezig met een dijkverbetering. Plotseling stak er een zware storm op en het water begon erg snel te stijgen. In Rejsby had men echter geen boten. Men kon dus niets doen. Pas toen het water de volgende dag was gezakt, kon men bij de dijk komen. Men vond 19 mensen die om het leven waren gekomen; enkelen lagen in sloten, anderen waren in het prikkeldraad vast blijven zitten, in een poging het land te bereiken.